# Octavian Drăghici
Octavian Drăghici (n. 26 noiembrie 1985, Timișoara, România) este un fotbalist român, care evoluează pe postul de atacant la clubul din Liga a II-a, CSC Dumbrăvița.